# Schloss Biberstein (Kärnten)

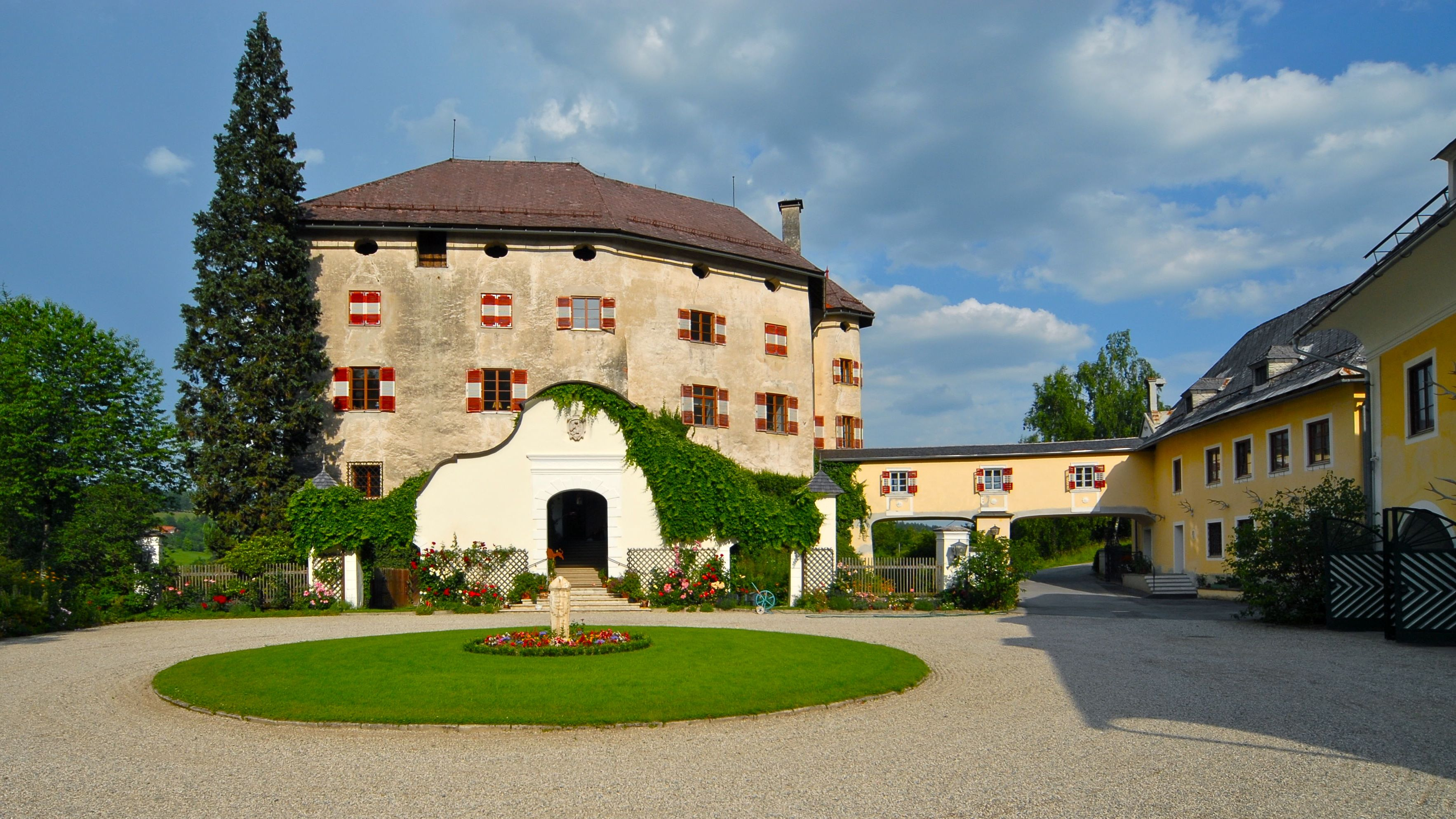
Schloss Biberstein (2007)

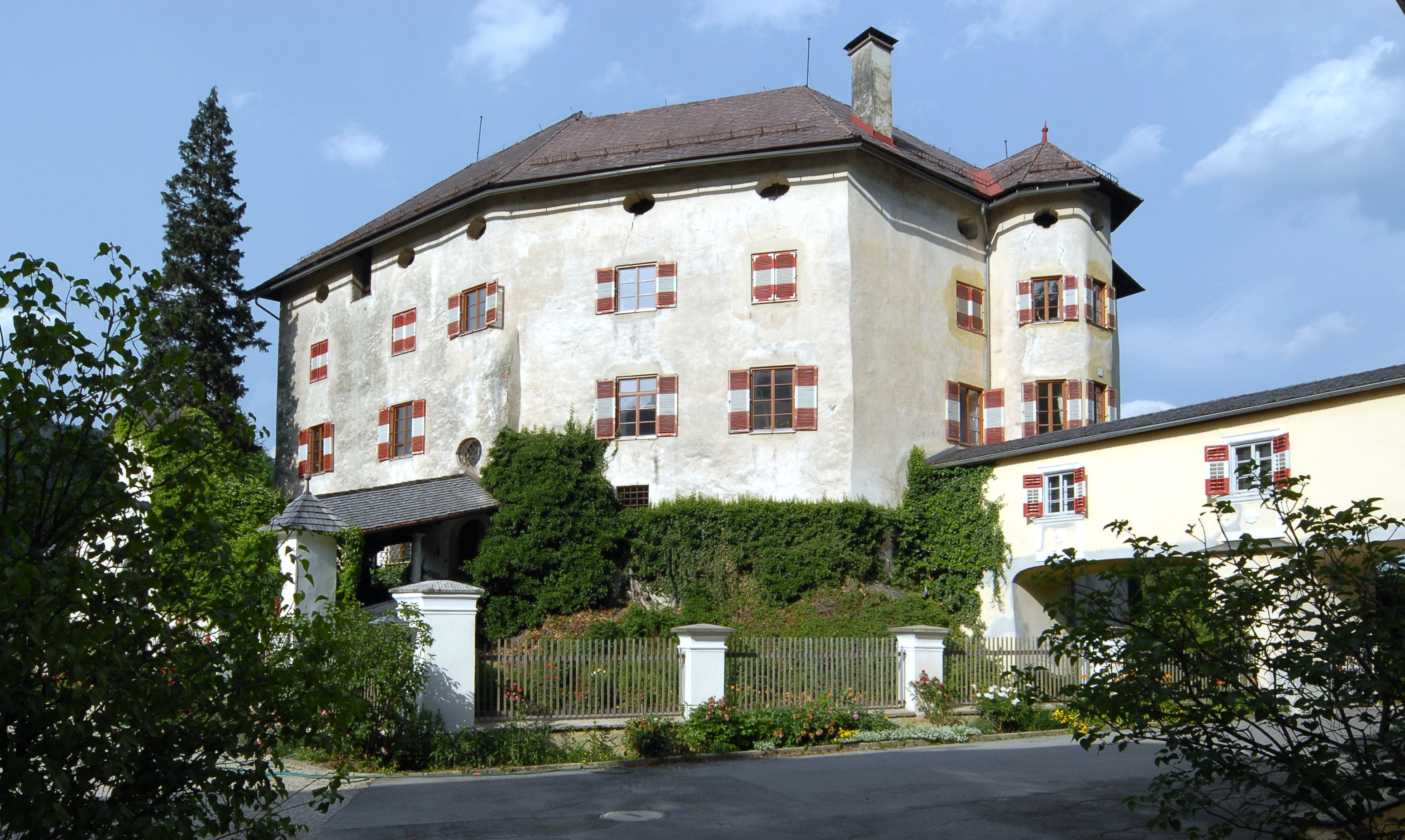
Schloss Biberstein (2007)

Schloss Biberstein, eine andere Schreibweise ist Piberstein, steht an der südlichen Ortseinfahrt von Himmelberg.

## Geschichte
Der Erbauer des Schlosses, Marchwart der Pybriacher, ist seit 1382 als Landrichter in Himmelberg nachweisbar. 1396 wurde er von Herzog Wilhelm mit dem Edelmannsitz belehnt. 1571 ging das Schloss durch Gütertausch an Georg Khevenhüller. 1662 erwarb es Katharina Gräfin Lodron um 118.000 Gulden aus Mitteln des verstorbenen Fürsterzbischofs Paris Lodron als Sitz der Sekundogenitur. Seitdem ist das Anwesen im Privatbesitz der Familie Lodron.

## Baubeschreibung
Das Schloss hat einen spätmittelalterlichen Kern. Im 16. und 17. Jahrhundert wurde es mehrmals umgebaut. Der dreigeschoßige Bau mit offenem Dachstuhl mit Ochsenaugen ist über einem unregelmäßigen Grundriss errichtet und umschließt einen vierseitigen Hof mit Arkaden aus dem 16. Jahrhundert an zwei Seiten und einem mobilen Dach. Der Eingang zum Schloss mit überdachtem Stiegenaufgang besitzt ein bemerkenswertes Schmiedeeisengitter, das um 1920/1925 aus Barocken Grabkreuzen des 18. Jahrhunderts zusammengesetzt worden ist.
Im Erdgeschoß finden sich Gewölbe mit Stuckgraten aus dem 16. Jahrhundert. Die Stuckdecke in einem Raum des Obergeschoßes wurde um 1735 vermutlich von Kilian Pittner geschaffen. Dargestellt sind Diana und Aktaion, der Triumph des Dionysos sowie Dionysos in der Schmiede des Vulcanus.
Ein gemauerter Verbindungsgang führt über die Straße zur Schlosskapelle. Das Altarbild in der Kapelle zeigt die Anbetung der Könige und ist eine Kopie nach Giovanni Lanfranco. Erwähnenswert ist auch das Kruzifix und die Darstellung der Sacra Conversazione.
Im Schlosshof sind einige Grenzsteine aufgestellt. Ein ursprünglich am Nordufer des Ossiacher Sees stehender und Martin Pacobello zugeschriebener Grenzstein von 1612 markierte die Grenzen zwischen den Herrschaften Ossiach, Prägrad und Biberstein. Ein weiterer mit 1603 bezeichneter Stein war der Grenzstein des Landgerichtes Himmelberg.